# Ottoarndt Glossner

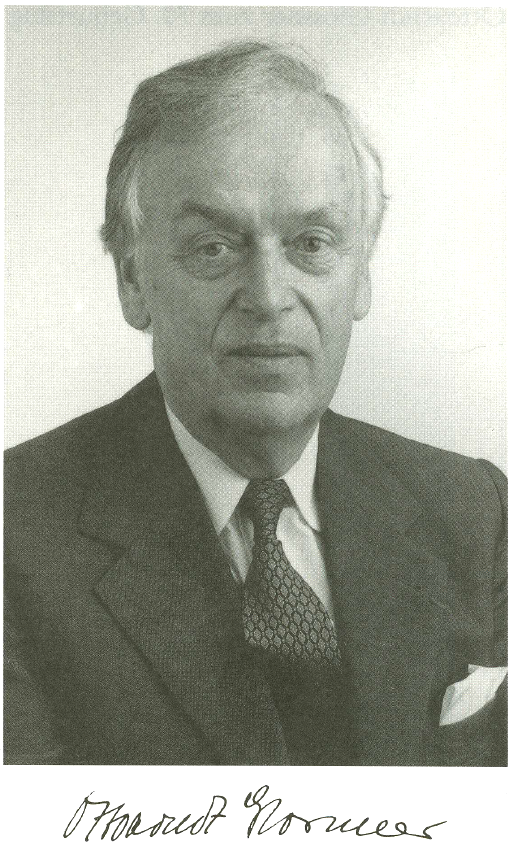
Ottoarndt Glossner (1994)

Ottoarndt Glossner (* 23. Dezember 1923 in Nürnberg; † 27. April 2010 in Frankfurt am Main) war ein deutscher Jurist und Pionier der internationalen und nationalen Schiedsgerichtsbarkeit mit Schwerpunkt auf die Wirtschaftsschiedsgerichtsbarkeit. Für seine herausragenden Leistungen wurden ihm in Paris im Jahr 1986 die Insignien eines Chevalier de La Légion d’Honneur und im Jahr 1993 das Große Bundesverdienstkreuz verliehen.

## Leben
Glossner studierte Jura in Erlangen, Paris und Liverpool. Das Referendarexamen legte er 1947 in Erlangen ab, wo er zum Thema „Der Gebietsstreit zwischen Itanos und Hierapytna auf Kreta im 2. Jahrhundert a. Chr. n.“ promovierte. Das Assessorexamen legte er 1950 in München ab und promovierte ein Jahr später in Paris zum Thema: „Possessio et Proprietas“.
Nahezu seit Beginn seiner juristischen Tätigkeit war Glossner auf dem Gebiet der Schiedsgerichtsbarkeit tätig. Seine Zulassung als Rechtsanwalt erhielt Glossner im Jahre 1952. Er war bis 1977 als Syndikusanwalt, zuletzt als Chefsyndikus bei der AEG – Telefunken tätig und ließ sich danach als Schiedsrichter, Rechtsanwalt und Notar in Kronberg im Taunus nieder.

## Mitgliedschaften
- 1958 – Mitglied der Deutschen Delegation bei den Arbeiten zum UN-Übereinkommen über die Anerkennung und Vollstreckung ausländischer Schiedssprüche
- 1969 – Vorsitzender der Kommission für Internationale Handelsschiedsgerichtsbarkeit der internationalen Handelskammer
- 1974 – Gründungsmitglied des Deutschen Instituts für Schiedsgerichtswesen (DIS) und dessen Vorstand
- 1992 – 2000 Vorstandsvorsitzender der DIS Nachfolgeorganisation Deutsche Institution für Schiedsgerichtsbarkeit e.V.[1]

Im Anschluss wurde er von der Mitgliederversammlung zum Ehrenvorsitzenden gewählt.
Glossner war langjähriges Mitglied im Rechtsausschuss des Bundesverbandes der Deutschen Industrie und von 1976 bis 1978 sein Vorsitzender. Er war Past President des Komitee D – Schlichtung – der International Bar Association (IBA), Section of Business Law, Präsident des besonderen Komitees nach dem Europäischen Übereinkommen über die internationale Handelsschiedsgerichtsbarkeit von 1961 und Mitglied im Beirat der Deutschen Vereinigung für internationales Recht (ILA) und im International Council for Commercial Arbitration (ICCA).

## Ehrungen

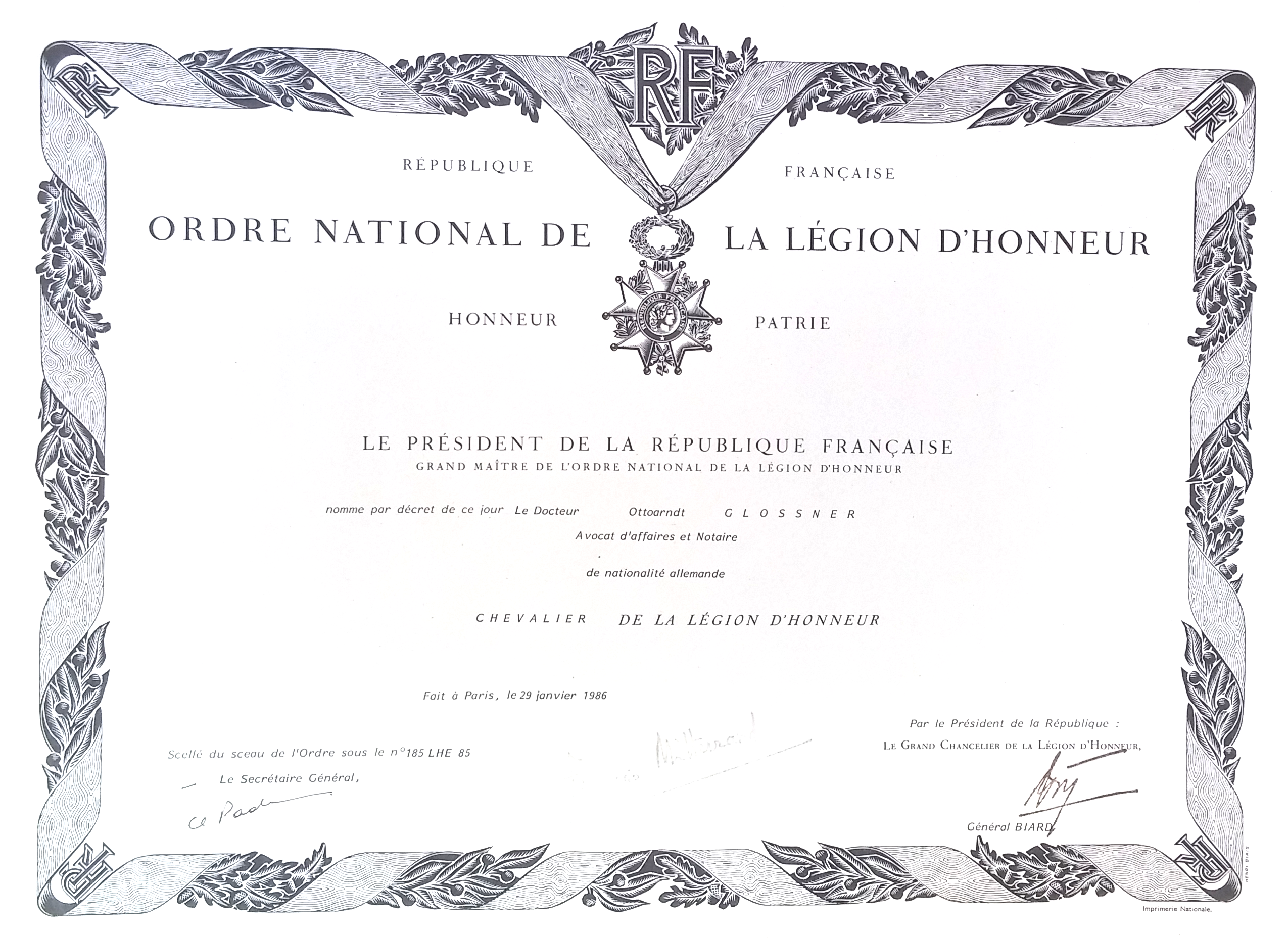
Ottoarndt Glossner – Chevalier de la Légion d’Honneur (1986)

Im Jahre 1986 wurden ihm wegen seiner Verdienste um die Schiedsgerichtsbarkeit der Internationalen Handelskammer Paris und die deutsch-französischen Beziehungen die Insignien eines Chevalier de La Légion d’Honneur verliehen.
Am 30. Dezember 1993 erhielt Glossner das Bundesverdienstkreuz, verliehen durch den Bundespräsidenten Richard von Weizsäcker, stellvertretende Übergabe durch Sabine Leutheusser-Schnarrenberger in Bonn, Bundesrepublik Deutschland.

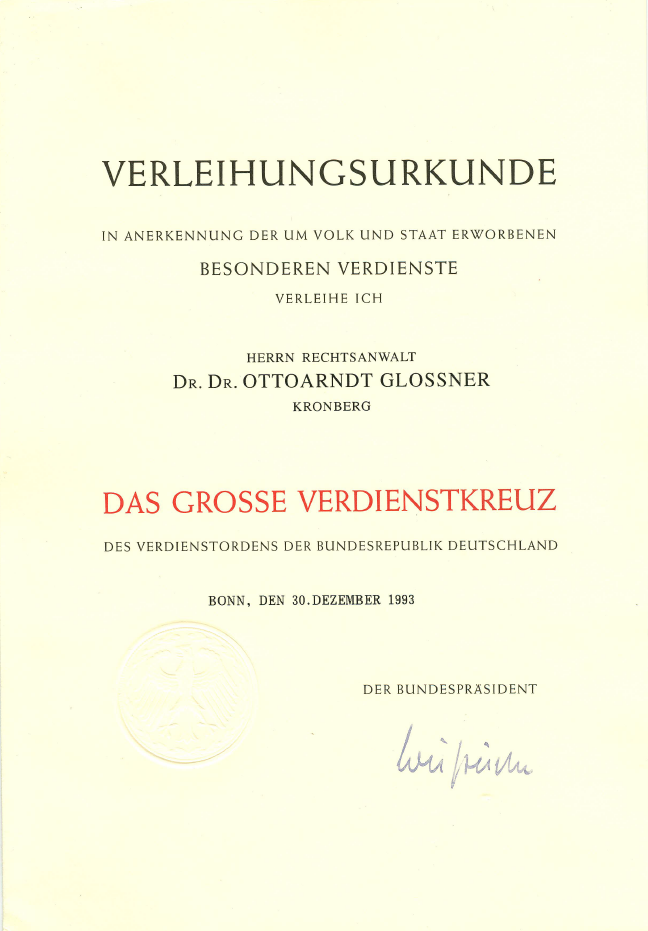
Ottoarndt Glossner – Bundesverdienstkreuz (1993)

## Ehrenvolle Erwähnung
„With the death of Dr. Dr. Ottoarndt Glossner on 27 April 2010, a personality has left the stage who has had an impact on arbitration in Germany and beyond for decades. He had an exceptional education for his time, which culminated in his degrees of Dr. jur. in Germany and Docteur en Droit at the University of Paris, and gave him excellent language capabilities. Those who remember him will agree that he was an old-style gentleman with great diplomatic skills, but also great personal warmth.“ ICCA obituary by former colleague and ICCA Member Karl-Heinz Böckstiegel.
„I pay tribute today to the foresight and wisdom of the framers of the New York Convention for having recognized, way back in 1958, the singular importance of the sovereign national courts to whom its main provisions are addressed. Foremost among the framers were two great arbitrators: Pieter Sanders and Dr. Otto Glossner – I call them the Fathers of the New York Convention and I am proud and privileged to be counted as their friend.“ International Arbitration in the 21st century by Fali Sam Nariman.

## Werke und Einzelveröffentlichungen
- 1967 Internationale Handelsschiedsgerichtsbarkeit, einige praktische Aspekte als Festschrift (in liber amicorum) – Martin Domke
- 1972 Die Vergleichs- und Schiedsgerichtsordnung der internationalen Handelskammer – in Memoriam Eugenio Minoli
- 1973 Der aktuelle Stand des Gesetzes über internationale Handelsschiedsgerichtsbarkeit Veröffentlichung der International Law Association; Domke-Glossner
- 1978 Schiedsgerichtsbarkeit – ein Blick in die Geschichte – in Hommage an Frederic Eisemann (ICC)
- 1979–1993 Nationaler Bericht Bundesrepublik Deutschland im Jahrbuch der Handelsschiedsgerichtsbarkeit (ICCA)
- 1981–1993 Nationaler Bericht Bundesrepublik Deutschland in Schiedsrecht in Europa (ICC Publikation Nr. 353)
- 1982 Soziologische Aspekte der internationalen Handelsschiedsgerichtsbarkeit (in liber amicorum) – Pieter Sanders
- 1984 Handelsschiedsverfahren in der Bundesrepublik Deutschland, Kluwer Verlage, Deventer, Niederlande
- 1987 Jahrbuch für die Praxis der Schiedsgerichtsbarkeit bis 1989
- 1990 Das Schiedsgericht in der Praxis Glossner, Bredow, Bühler, Verlag Recht und Wirtschaft, Heidelberg